# Aerodramus fuciphagus
La salangana nidoblanco o rabitojo de nido comestible (Aerodramus fuciphagus) es una especie de ave apodiforme de la familia Apodidae que vive en el Sudeste Asiático. Sus nidos hechos con saliva solidificada se usan para hacer la sopa de nido de ave.

## Descripción
Mide entre 11 y 12 cm de largo y pesa entre 15 y 18 gramos. El plumaje de sus partes superiores es pardo negruzco y más claro en las partes inferiores. Su obispillo es ligeramente más claro que el resto de partes superiores. Su cola es ligeramente ahorquillada y sus alas son largas y estrechas. Su pico y cortas patas son negras.
La subspecies A. f. micans es más clara y grisácea mientras que A. f. vestitus es más oscura y con el obispillo obstensiblemente más claro.
Emiten varios tipos de llamada, incluidos agudos clics que usan para ecolocalizar en la oscuridad de las cuevas.

## Distribución y subespecies
Se reconocen seis subespecies de salangana nidoblanco:
- A. f. fuciphagus - la especie nominal que se encuentra en Java, Bali y las islas menores de la Sonda occidentales;
- A. f. inexpectatus - islas Andaman y Nicobar, divagante en Birmania
- A. f. dammermani - isla de Flores, conocida por un solo ejemplar
- A. f. micans - islas menores de la Sonda orientales (Sumba, Savu y Timor)
- A. f. vestitus - Sumatra y Borneo, a veces considerada una especie aparte como Aerodramus vestitus (Lesson, 1843).
- A. f. perplexus - archipiélago Maratua frente a la costa oriental de Borneo

La salangana de German (Aerodramus germani), con sus dos subespecies germani y amechanus, se consideraba conespecífico de la salangana nidoblando, pero actualmente se consideran especies separadas. 

## Comportamiento

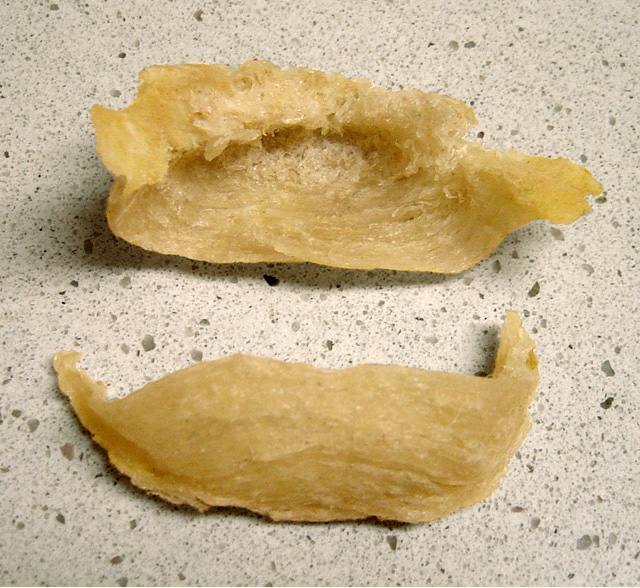
Muestras de nidos recolectados para el consumo humano.

La salangana nidoblanco se alimenta sobrevolando hábitas costeros y de montaña, encontrándose hasta los 2.800 metros sobre el nivel del mar en Sumatra y Borneo. Su dieta se compone de insectos que atrapa al vuelo. A menudo se alimenta en grandes bandadas con otras especies de vencejos y golondrinas.
Cría en colonias en el interior de cuevas, en grietas de los acantilados y a veces de construcciones. Su nido en forma de medio cuenco es blanquecino traslúcido y está hecho con capas de saliva pegajosa solidificada adherido a las paredes de roca. Mide unos 6 cm de largo y 1,5 cm de profundidad y pesa alrededor de 14 gramos. Suelen poner dos huevos de color blanco mate.

## Relación con los humanos

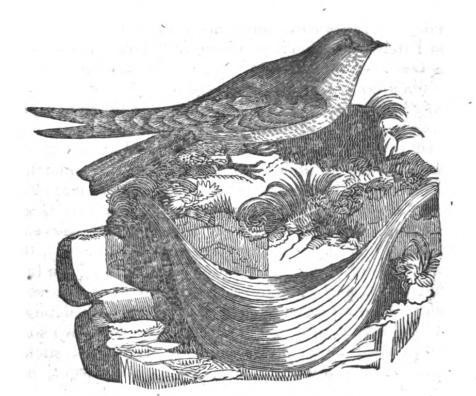
Ilustración de 1831 de la salangana y su nido.

Los nidos usados como ingrediente de la sopa de nido de ave están compuestos prácticamente en su totalidad por saliva, sin apenas material vegetal. La sopa se elabora diluyendo y calentando los nidos en agua que adquiere una textura gelatinosa. La sopa se ha usado además de sus propiedades culinarias como afrodisiaco y en la medicina tradicional china. Los nidos alcanzan altos precios y muchas colonias son explotadas comercialmente. 
Algunas poblaciones como las de las islas Andaman y Nicobar se han sobreexplotado tanto que las ha conducido a estar en críticamente amenazadas según los criterios de la UICN.
Cada vez más se utilizan pajareras para salanganas. En Malasia construyen estructuras artificiales destinadas al anidamiento de salanganas con propósitos comerciales con megafonía en el techo que emite llamadas de estas aves para atraerlas.